# منتخب سانت لوسيا تحت 17 سنة لكرة القدم
منتخب سانت لوسيا تحت 17 سنة لكرة القدم (بالإنجليزية: Saint Lucia national under-17 football team)‏ هو ممثل سانت لوسيا الرسمي في المنافسات الدولية في كرة القدم في فئة كرة قدم تحت 17 سنة للرجال، يديريه اتحاد سانت لوسيا لكرة القدم.